# Idea proserpina
Idea proserpina är en fjärilsart som beskrevs av De Haan 1916. Idea proserpina ingår i släktet Idea och familjen praktfjärilar. Inga underarter finns listade i Catalogue of Life.